# Escuela Superior de la Marina Civil de Gijón
La Escuela Superior de la Marina Civil de Gijón es una escuela de formación para la marina mercante perteneciente a la Universidad de Oviedo. Se encuentra ubicada en el campus de Gijón. 
En el curso académico 2011-12 la escuela contaba con 281 alumnos matriculados.
Es una de las siete existentes en España, junto con las de Bilbao (Universidad del País Vasco), Cádiz (Universidad de Cádiz), Barcelona (Universidad Politécnica de Cataluña), Santa Cruz de Tenerife (Universidad de La Laguna), La Coruña (Universidad de La Coruña)  y Santander (Universidad de Cantabria).

## Historia
La Escuela tiene su origen en el Real Instituto Asturiano de Náutica y Mineralogía que Gaspar Melchor de Jovellanos fundó el 7 de enero de 1794 en Gijón. Pero el 6 de junio de 1924 un decreto de la presidencia del Directorio Militar suprime todas las escuelas de Náutica, incluido el instituto de Gijón, y crea, simultáneamente, cuatro nuevas escuelas: Bilbao, Cádiz, Barcelona y Santa Cruz de Tenerife. Todo el patrimonio de la de Gijón (libros, cuadros etc.) se traslada a la Escuela Náutica de Bilbao.
En 1967 se crea de nuevo en Gijón una escuela de enseñanzas náuticas, la Escuela Libre de Náutica, y el 20 de septiembre de 1970 fue declarada como Escuela Reconocida de Náutica, pasando a depender de la Escuela Oficial de Náutica de Bilbao. Por Orden de 3 de noviembre de 1978 se homologan las Escuelas Reconocidas de Náutica del Instituto Social de la Marina, entre las que se encuentra la de Gijón, a las Escuelas Oficiales de Náutica, por lo que deja de depender de la de Bilbao. Posteriormente, el 4 de diciembre de 1980, por el Decreto del Ministerio de Presidencia 2841/80, las Escuelas de Náutica dependientes del Ministerio de Transporte y Comunicaciones pasaron a denominarse Escuelas Superiores de la Marina Civil, adquiriendo la de Gijón su denominación actual de Escuela Superior de la Marina Civil. Finalmente, se produce la integración de las Escuelas Superiores de la Marina Civil en las universidades españolas, con la publicación el 29 de julio de 1988 de la ley 23/1988, de 28 de julio, por la que se da al Gobierno un plazo de seis meses para llevar a cabo el proceso de integración, de acuerdo con el artículo 9 de la Ley 11/1983 de reforma Universitaria, incorporándose la Escuela de Gijón a la Universidad de Oviedo.

## Oferta Formativa
Imparte dos titulaciones de grado:
- Grado en Ingeniería Náutica y Transporte Marítimo
- Grado en Ingeniería Marina

Y dos de máster:
- Máster Universitario en Ingeniería Marina y de Mantenimiento
- Máster Universitario en Ingeniería Náutica y Gestión del Transporte Marítimo